# 滝信四郎
滝 信四郎（瀧 信四郎、たき のぶしろう、1868年9月1日（慶応4年7月15日） - 1938年（昭和13年）11月26日）は、江戸時代から昭和時代の実業家。株式会社滝兵商店（現在のタキヒヨー）代表取締役。滝実業学校（現在の滝中学校・高等学校）創設者。滝兵右衛門の四男。蒲郡市の観光開発に多大なる貢献をした人物でもある。

## 経歴

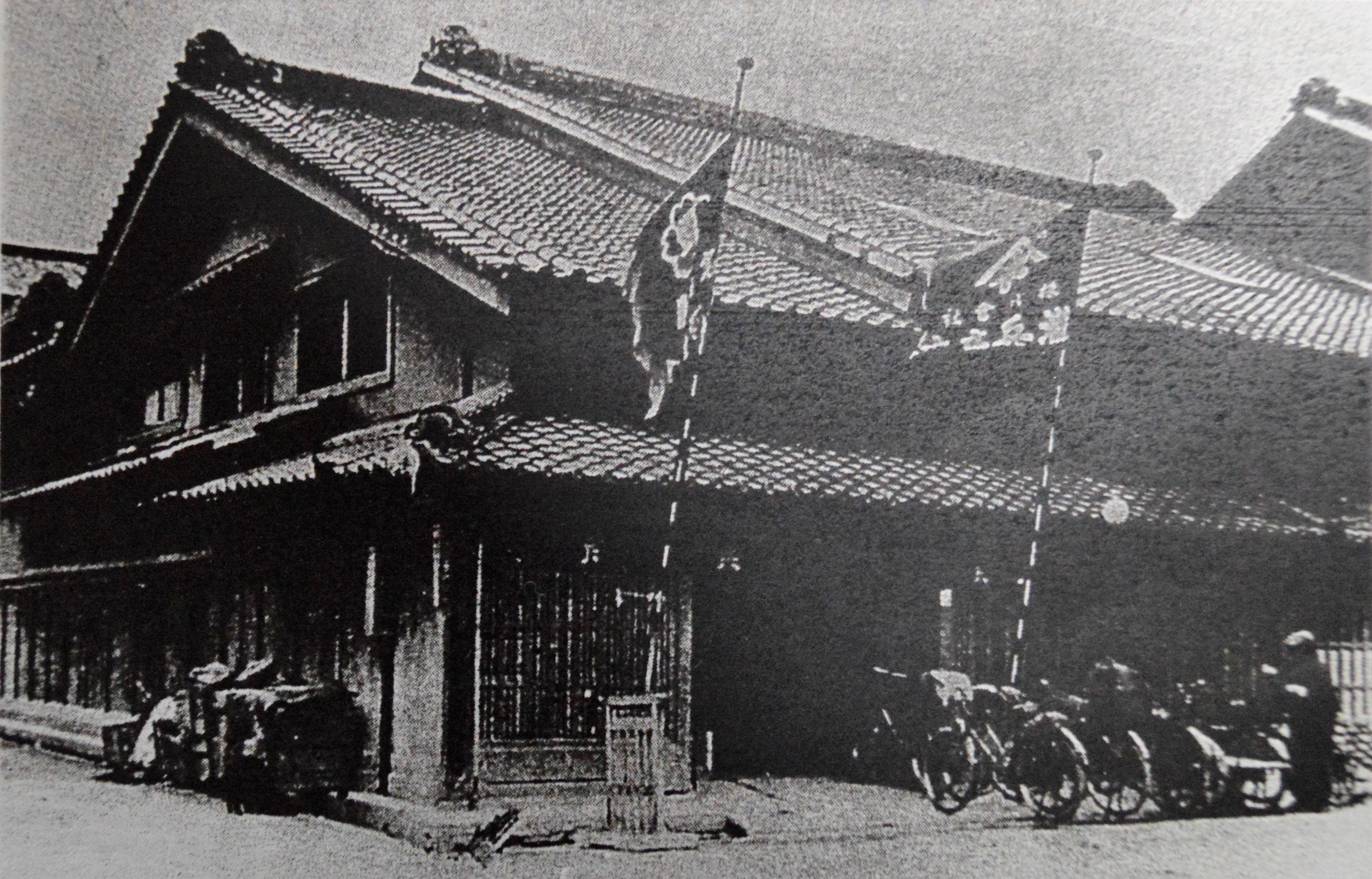
明治時代の滝兵商店

1868年（慶応4年）7月15日、尾張国丹羽郡東野村（現在の愛知県江南市）に生まれた。名古屋で呉服商を営んでいた滝家の五代目当主であり、父は同じく実業家の滝兵右衛門。

### 滝兵商店
先代から受け継いだ滝兵右衛門商店を、1912年（大正元年）に資本金50万円で株式会社滝兵商店（現在のタキヒヨー）に改め、伝統だった丁稚奉公や番頭の派手な羽織りなどを見直して、店員の生活改善に努めた。

### 公益事業
滝信四郎は社会公益事業に熱心であり、1915年（大正4年）には滝兵商店が運営する私立図書館として瀧文庫を設立した。1926年（大正15年）に故郷東野の地に滝実業学校（現在の滝中学校・高等学校）を建学。その際掲げた「質実剛健」「勤勉力行」「報恩感謝」の言葉は校訓になっている。

### 蒲郡市の観光開発
明治中期には滝家が宝飯郡蒲郡町（現・蒲郡市）の府相海岸に別荘を構えた。滝信四郎は別荘から見える三河湾の美しさに魅了され、隣接地の数千坪の土地を購入し、1912年（明治45年）には料理旅館の常磐館を創業した。
当時の竹島は弁天の御開帳の時のみ木造の仮設橋が架けられていたが、1932年（昭和7年）には常設の竹島橋を建設して蒲郡町に寄付した。また、1934年（昭和9年）には多額の私財を投じて共楽館と蒲郡ホテル（現蒲郡クラシックホテル）を開業させた。1934年（昭和9年）には三谷海岸の裏山に子安弘法大師像の建立を発眼し、 5年後の1938年（昭和13年）春に開眼した。

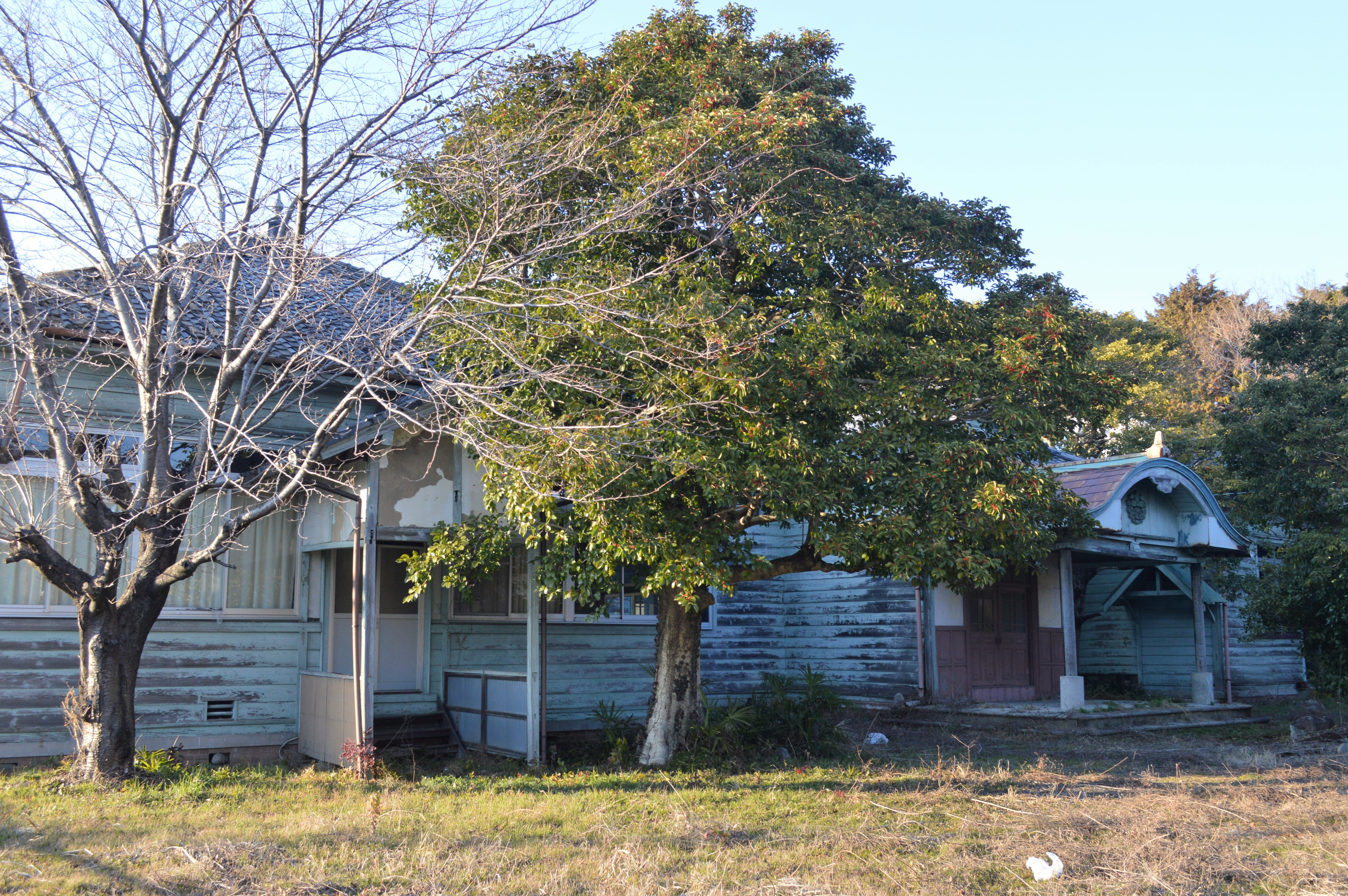
瀧文庫
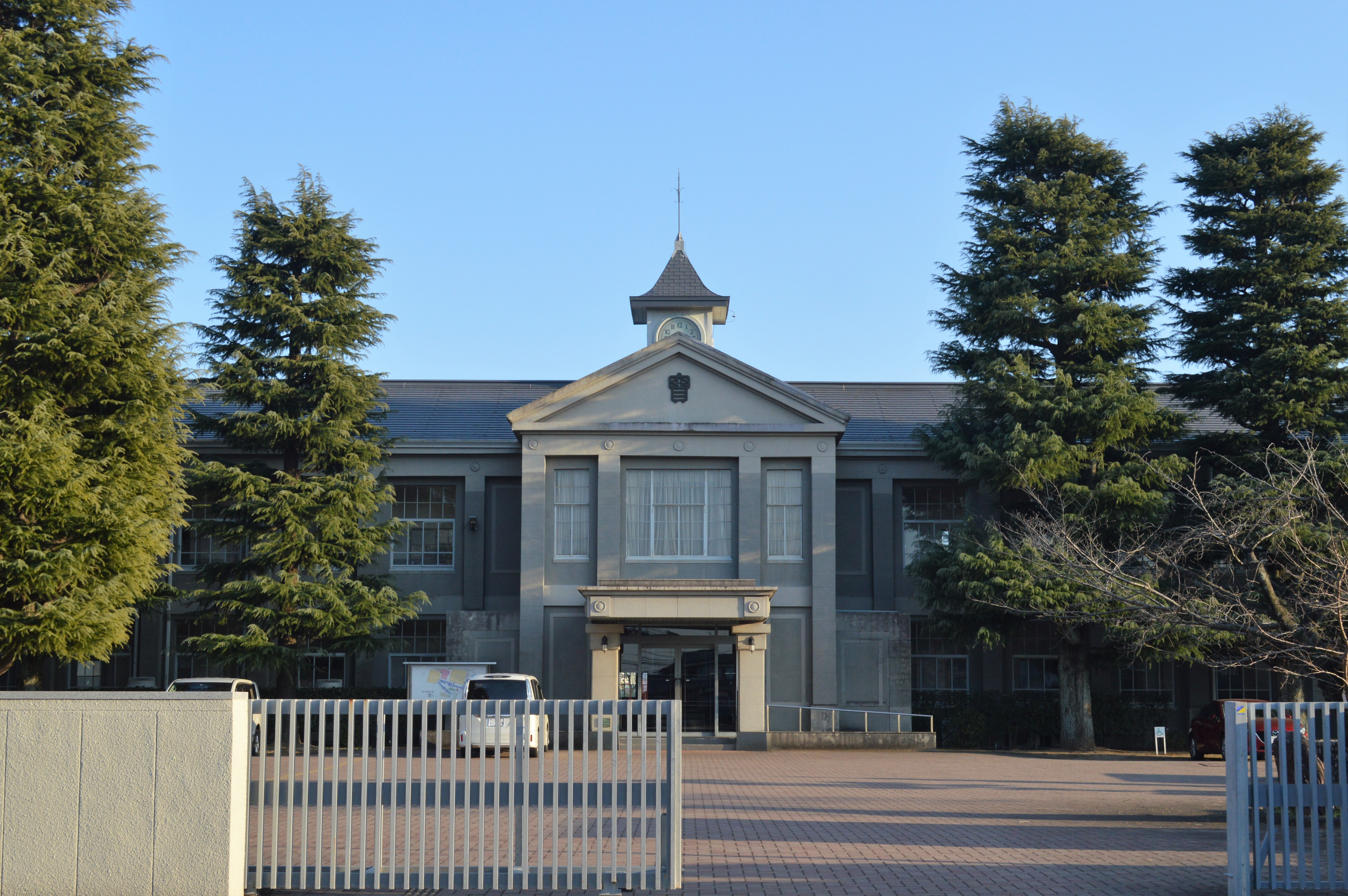
滝中学校・高等学校本館
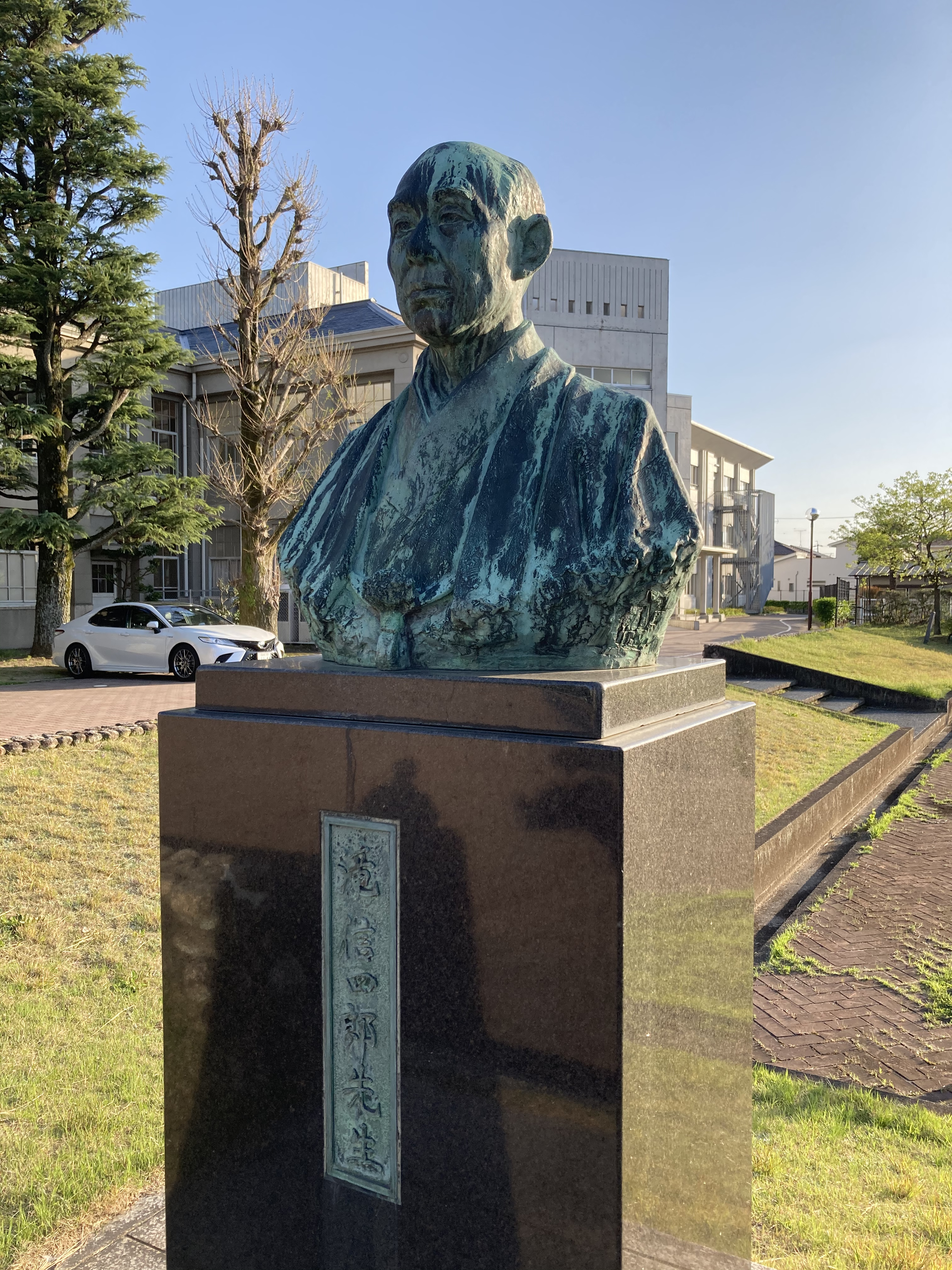
滝学園内にある滝信四郎像
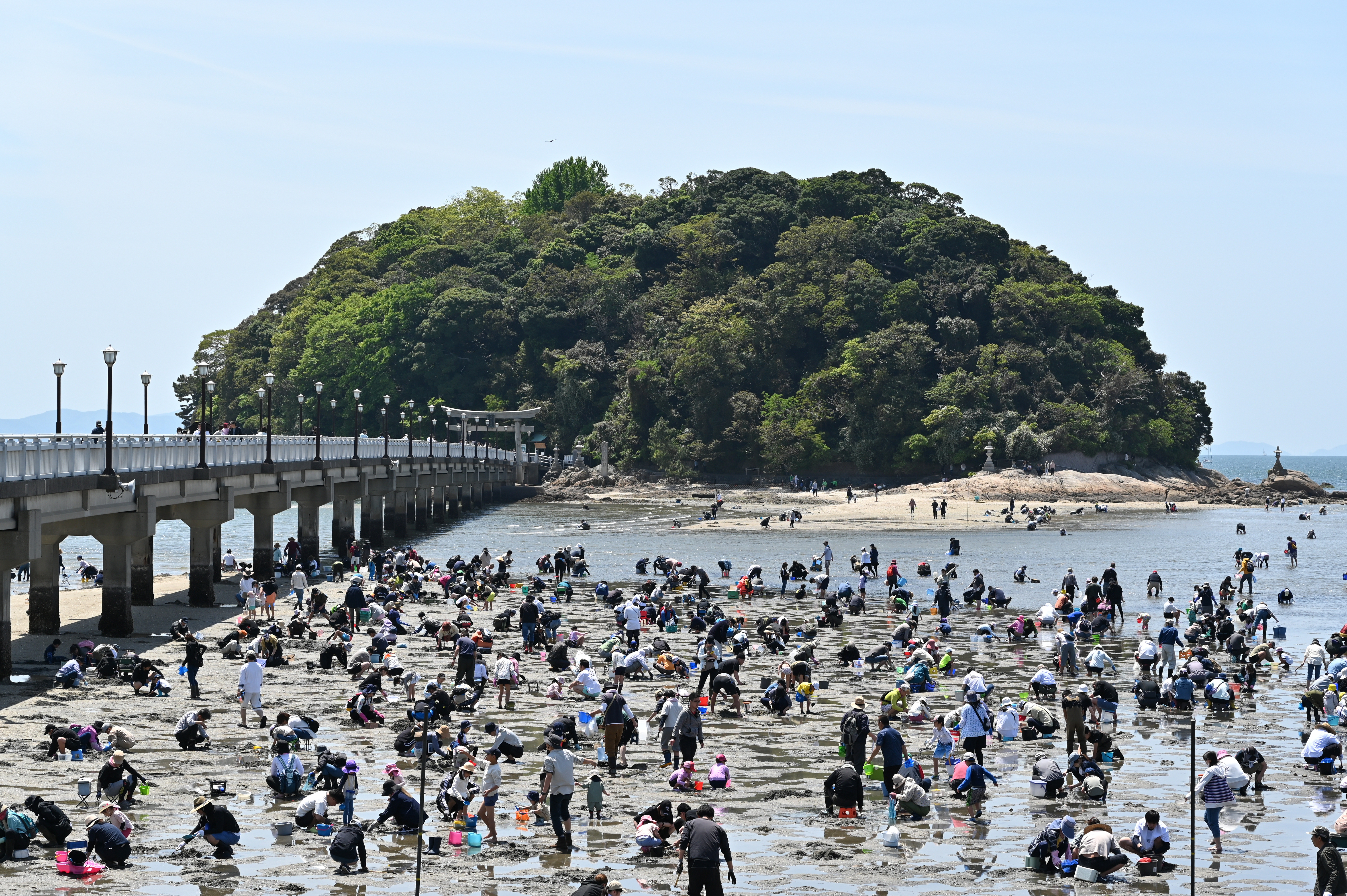
竹島と竹島橋
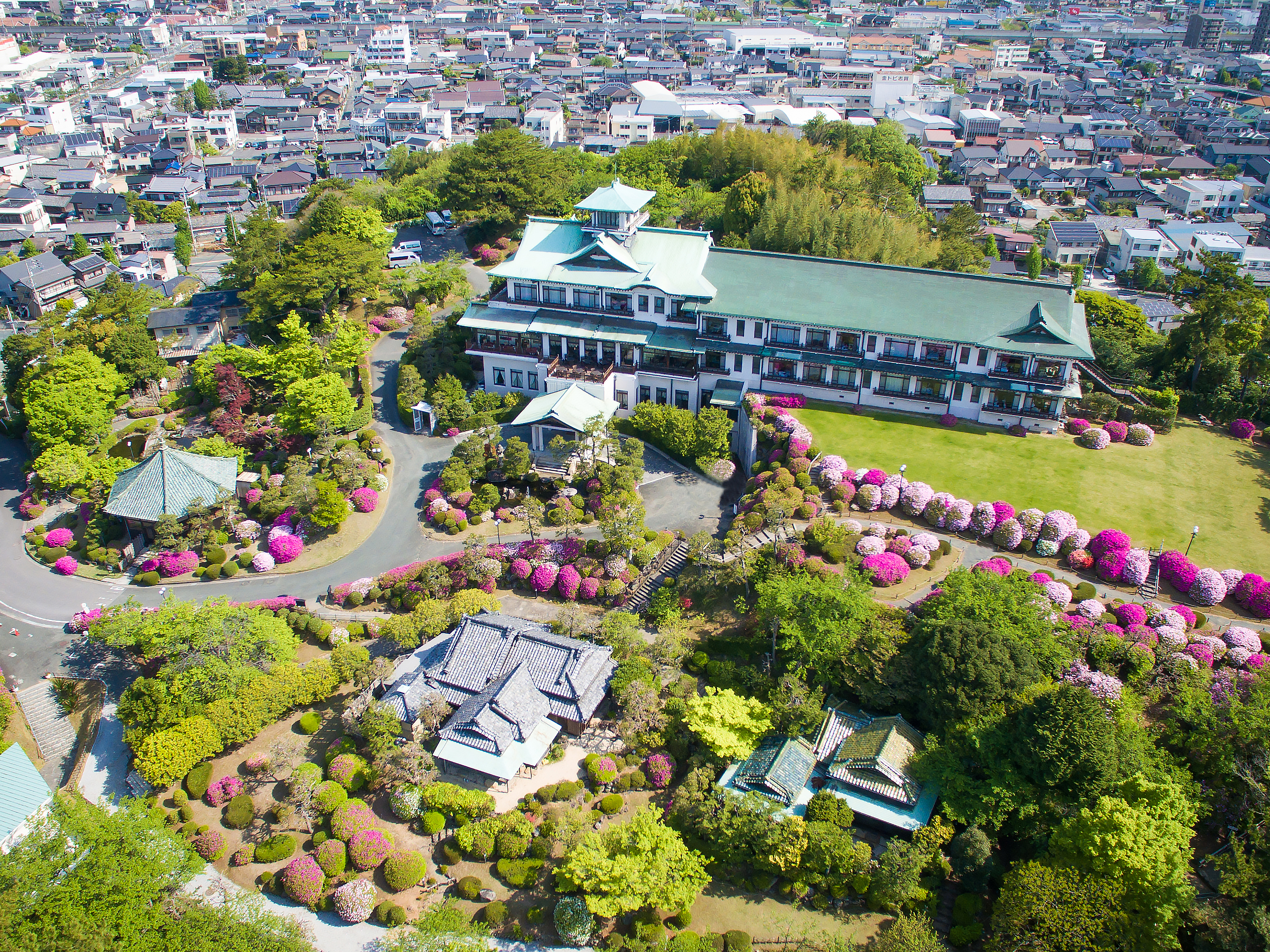
蒲郡クラシックホテル
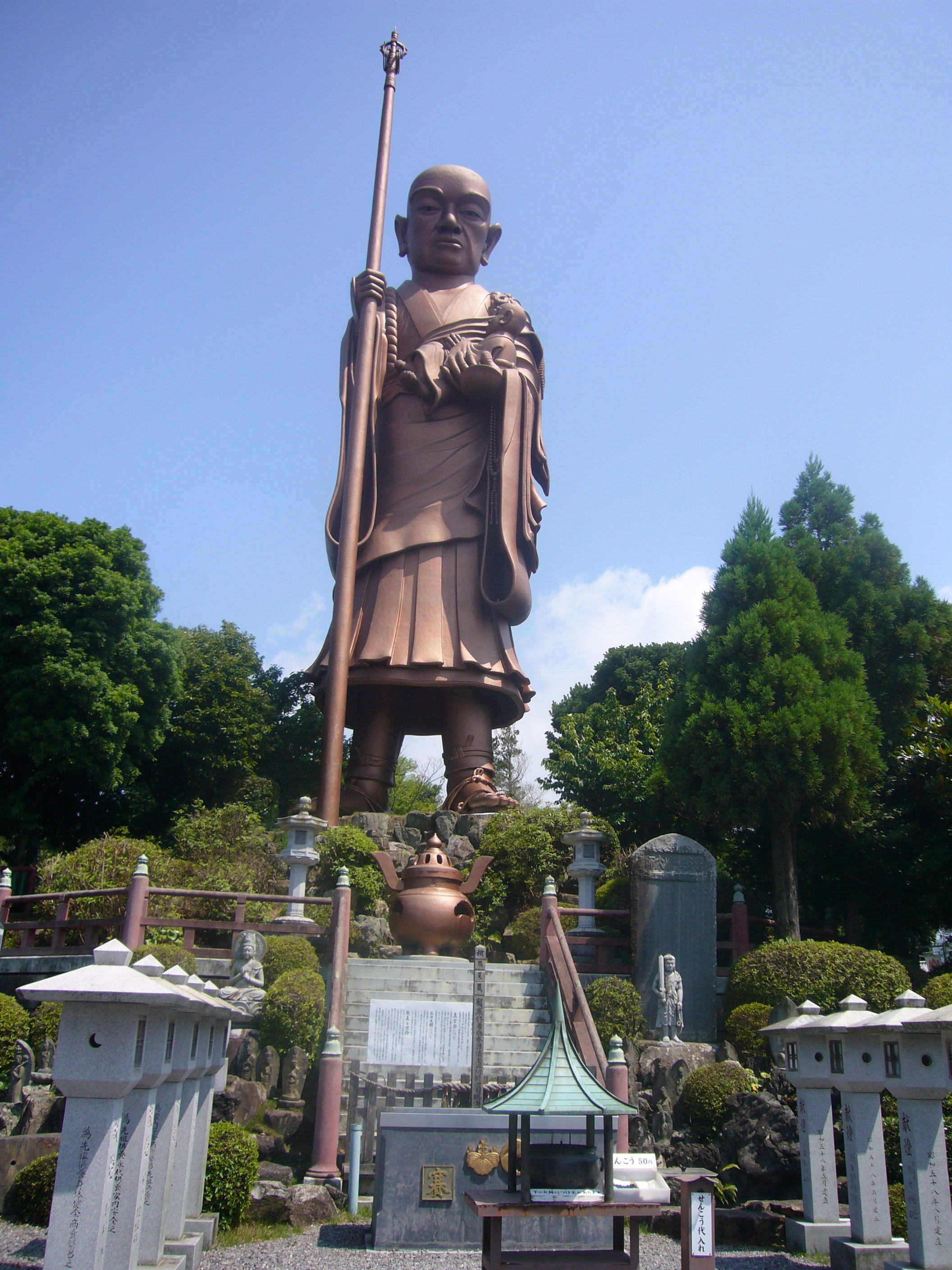
子安弘法大師像